# Alfred Mansfield Brooks
Alfred Mansfield Brooks (* 19. Juli 1870 in Saginaw, Saginaw County, Michigan; † 20. Dezember 1963 in Gloucester, Essex County, Massachusetts) war ein US-amerikanischer Kunsthistoriker.

## Leben

### Familie und Ausbildung
Alfred Mansfield Brooks, Sohn des Rechtsanwalts George Byron Brooks (1834–1916) und der Abby Davis Mansfield Brooks (1842–1870), studierte nach seinem Pflichtschulabschluss Kunstgeschichte an der Harvard University in Cambridge, 1894 erwarb er den akademischen Grad eines Bachelor of Arts, 1899 jenen eines Master of Arts. In den Jahren 1894 bis 1895 studierte er an der School of Architecture and Planning, einer Fakultät des  Massachusetts Institute of Technology.
Alfred Mansfield Brooks heiratete am 30. August 1910 die aus Indianapolis gebürtige Ruth Bryce Steele (1887–1970). Er verstarb Ende 1963 im Alter von 93 Jahren in Gloucester.

### Beruflicher Werdegang
Alfred Mansfield Brooks trat 1896 eine Stelle als Instructor in Fine Arts am Fine Arts Department der Indiana University in Bloomington  im US-Bundesstaat Indiana an, 1899 wurde er zum Assistant Professor, 1904 zum Associate Professor, 1906 zum Junior Professor, 1907 zum Professor ernannt. Im Jahre 1922 folgte Alfred Mansfield Brooks einem Ruf als Professor of Fine Arts an das Swarthmore College, 1937 wurde er in den Ruhestand verabschiedet. Im Anschluss übersiedelte er nach Gloucester, wo er 1940 das Präsidentenamt des Cape Ann Museums übernahm.
Brooks, einer der führenden Kunsthistoriker der Vereinigten Staaten in der ersten Hälfte des 20. Jahrhunderts, wurde 1911 von der Indiana University mit dem Ehren Master of Arts ausgezeichnet.

## Publikationen
- Autor
- The Newell Fortune. Bodley Head, London, 1906
- Somes House. S. Sonnenschein, London, 1909
- Architecture and the Allied Arts, Greek, Roman, Byzantine, Romanesque and Gothic. The Bobbs-Merrill Company, Indianapolis, 1914
- Dante, How to Know Him. Bobbs, 1916
- Converted and Secret Americans. National Security League, New York City, 1917
- From Holbein to Whistler: Notes on Drawing and Engraving. Yale University Press, New Haven, 1920
- Our Debt to Greek and Roman Architecture. 1923
- Architecture.  Longmans Green and Company, London, 1927
- Herausgeber
- Great Artists and Their Works: By Great Authors. Marshall Jones Company, Boston, 1919
- John Ruskin's Letters to William Ward: With a Short Biography of William Ward. Marshall Jones Company, Boston, 1922